# Meridiano 135 este
El meridiano 135 este de Greenwich es una línea de longitud que se extiende desde el Polo Norte atravesando el Océano Ártico, Asia, el Océano Pacífico, Australasia, el Océano Índico, el Océano Antártico y la Antártida hasta el Polo Sur.
El meridiano 135 este forma un gran círculo con el meridiano 45 oeste.

## De Polo a Polo
Comenzando en el Polo Norte y dirigiéndose hacia el Polo Sur, este meridiano atraviesa:
| Coordenadas                        | País, territorio o mar | Notas |
| ---------------------------------- | ---------------------- | --- |
| 90°0′N 135°0′E / 90.000, 135.000   | Océano Ártico          | Mar de Láptev |
| 76°40′N 135°0′E / 76.667, 135.000  | Mar de Láptev          | |
| 71°30′N 135°0′E / 71.500, 135.000  | Rusia                  | República de Sajá Krai de Jabárovsk — desde 59°6′N 135°0′E / 59.100, 135.000 Óblast Autónomo Hebreo — desde 48°42′N 135°0′E / 48.700, 135.000, pasando al oeste de Jabárovsk (en 48°25′N 135°7′E / 48.417, 135.117) krai de Jabárovsk — desde 48°21′N 135°0′E / 48.350, 135.000 Krai de Primorie — desde 47°11′N 135°0′E / 47.183, 135.000 |
| 43°27′N 135°0′E / 43.450, 135.000  | Mar del Japón          | |
| 35°41′N 135°0′E / 35.683, 135.000  | Japón                  | Isla de Honshū — Prefectura de Kioto — Prefectura de Hyōgo — desde 35°32′N 135°0′E / 35.533, 135.000 — Prefectura de Kioto — desde 35°23′N 135°0′E / 35.383, 135.000 — Prefectura de Hyōgo — desde 35°17′N 135°0′E / 35.283, 135.000 isla de Awaji — desde 34°36′N 135°0′E / 34.600, 135.000 — Prefectura de Hyōgo                         |
| 34°33′N 135°0′E / 34.550, 135.000  | Bahía de Osaka         | |
| 34°17′N 135°0′E / 34.283, 135.000  | Océano Pacífico        | Pasando al este de la isla de Numfor, Indonesia (en 1°2′S 134°59′E / -1.033, 134.983) Pasando al oeste de la isla de Num, Indonesia (en 1°30′S 135°6′E / -1.500, 135.100) |
| 3°19′S 135°0′E / -3.317, 135.000   | Indonesia              | Island of New Guinea |
| 4°20′S 135°0′E / -4.333, 135.000   | Mar de Arafura         | Pasando al este de la isla de las Islas Aru, Indonesia (en 6°19′S 134°54′E / -6.317, 134.900) |
| 12°13′S 135°0′E / -12.217, 135.000 | Australia              | Territorio del Norte Australia Meridional — desde 26°0′S 134°59′E / -26.000, 134.983 |
| 33°44′S 135°0′E / -33.733, 135.000 | Océano Índico          | Las autoridades australianas consideran esta zona como parte del Océano Antártico[1][2] |
| 66°0′S 135°0′E / -66.000, 135.000  | Océano Antártico       | |
| 65°21′S 135°0′E / -65.350, 135.000 | Antártida              | Territorio Antártico Australiano, reclamado por Australia |